# (20187) Janapittichová
(20187) Janapittichová est un astéroïde de la ceinture principale, également aréocroiseur.

## Description
(20187) Janapittichová est un astéroïde de la ceinture principale. Il fut découvert le 14 janvier 1997 à l'Observatoire Kleť par Miloš Tichý. Il présente une orbite caractérisée par un demi-grand axe de 2,34 UA, une excentricité de 0,29 et une inclinaison de 22,2° par rapport à l'écliptique.

## Compléments